# 久住山
久住山（くじゅうさん）是位在日本大分縣竹田市的火山。標高1,787公尺，九重連山的主峰。九州百名山、大分百山之一。

## 關連項目
- 九重連山

## 外部連結
- 氣象廳 | 九重山 （日語）